# Ghiacciaio Support Force
Il Ghiacciaio Support Force (in lingua inglese: Support Force Glacier) è un importante ghiacciaio antartico che fluisce in direzione nord tra il Forrestal Range e l'Argentina Range, fino alla Piattaforma di ghiaccio Filchner-Ronne; è situato nei Monti Pensacola, in Antartide. 
Il ghiacciaio è stato mappato dall'United States Geological Survey (USGS) sulla base di rilevazioni e foto aeree scattate dalla U.S. Navy nel periodo 1956-66.
La denominazione è stata assegnata dall'Advisory Committee on Antarctic Names (US-ACAN) in onore della Naval Support Force in Antartide, che aveva fornito supporto logistico all'United States Geological Survey (USGS) durante il periodo delle attività in Antartide.